# Municipio de Morse (condado de St. Louis)
El municipio de Morse (en inglés: Morse Township) es un municipio ubicado en el condado de St. Louis en el estado estadounidense de Minnesota. En el año 2010 tenía una población de 1213 habitantes y una densidad poblacional de 3,39 personas por km².

## Geografía
El municipio de Morse se encuentra ubicado en las coordenadas 47°50′42″N 91°58′28″O / 47.84500, -91.97444. Según la Oficina del Censo de los Estados Unidos, el municipio tiene una superficie total de 357.75 km², de la cual 300,6 km² corresponden a tierra firme y (15,97 %) 57,15 km² es agua.

## Demografía
Según el censo de 2010, había 1213 personas residiendo en el municipio de Morse. La densidad de población era de 3,39 hab./km². De los 1213 habitantes, el municipio de Morse estaba compuesto por el 98,02 % blancos, el 0,41 % eran afroamericanos, el 0,91 % eran amerindios y el 0,66 % eran de una mezcla de razas. Del total de la población el 0,49 % eran hispanos o latinos de cualquier raza.